# Élan béarnais Pau-Lacq-Orthez
Élan béarnais Pau-Lacq-Orthez (ÉBPLO) is een Franse professionele basketbalclub, gevestigd in Pau. De club speelt in de Pro B. De club speelt haar wedstrijden in de Palais des sports de Pau. Élan béarnais werd in totaal 9 keer landskampioen en won de Coupe de France 4 keer. Ook wonnen ze de Korać Cup in 1984 door te winnen van Rode Ster Belgrado uit Joegoslavië met 97-73.

## Erelijst
- Frans Landskampioenschap (9):

1985–86, 1986–87, 1991–92, 1995–96, 1997–98, 1998–99, 2000–01, 2002–03, 2003–04
- Coupe de France (4):

2001–02, 2002–03, 2006–07, 2021-22
- Match des champions (1):

2007
- Korać Cup (1):

1984

## Bekende (oud)-spelers
| - Valéry Demory - Boris Diaw - Khalid Boukichou - Manu Lecomte - Dominique Archie | - Josh Duncan - Matt Mobley - Jeryl Sasser - Walter Whyte |

## Bekende (oud)-coaches
- Serge Crèvecoeur (2017-2018)